# Paul & Shark
Paul & Shark est une entreprise de mode vestimentaire italienne fondée en 1975. Elle a son siège à Varèse, en Lombardie,,.

## Histoire
L’activité de la famille Dini remonte en 1921 avec la naissance à Varèse de l’usine de maille Maglificio Daco, reprise et rouverte en 1948 par Gian Ludovico Dini qui lui donne le nom de « Dama » en 1957 qui travaille comme fournisseur de marques et qui en 1978 lance Paul & Shark, spécialisée dans le sportswear inspiré du monde nautique. Le premier pull de la marque utilisait un coton imperméable.

## Activités
L’entreprise emploie en 2017 400 personnes et a réalisé un chiffre d’affaires de 151 millions d’euros avec une marge d’exploitation (Ebitda) qui ressort à 20 %.
Le label Paul & Shark positionné dans le moyen-haut de gamme du prêt-à-porter « smart casual », avec une offre plutôt masculine, la femme représentant 10 % des ventes. La marque est présente dans 76 pays avec 200 magasins mono-marque, dont 180 franchisés et 46 boutiques en Chine, 
Son premier marché est constitué par l’Europe, dont l’Italie représente 8 % des ventes totales, suivi par la Chine.